# ۱۶۵۶ (میلادی)
۱۶۵۶ (میلادی) هزار وششصد و پنجاه و ششمین سال تقویم میلادی است.

## زادگان
- ۲۶ مارس – نیکولاس هارتسوکر، ستاره‌شناس، ریاضی‌دان، مخترع، فیزیک‌دان، و زیست‌شناس هلندی (د. ۱۷۲۵)
- ۲۰ ژوئیه – یوهان برنهارد فیشر فن ارلاخ، معمار و مجسمه‌ساز اتریشی (د. ۱۷۲۳)

## درگذشتگان
- ۲۴ آوریل – توماس فینک، ریاضی‌دان و فیزیک‌دان آلمانی (ز. ۱۵۶۱)
- ۶ نوامبر – ژان چهارم پرتغال، آهنگساز پرتغالی (ز. ۱۶۰۳)